# Roderick McDonald
Roderick William „Rod” McDonald (ur. 9 kwietnia 1945 w Jacksonville, zm. 17 stycznia 2015 w San Jose) – amerykański koszykarz, występujący na pozycjach niskiego skrzydłowego lub silnego skrzydłowego.
Wczesne dzieciństwo spędził w Japonii, Nowym Jorku, Panamie.
W latach 1968–1970 odbywał służbę wojskową.

## Osiągnięcia
NAIA
- Zaliczony do:
  - I składu NAIA All-American (1967)
  - Galerii Sław Sportu Whitworth University – Whitworth University Heritage Hall of Fame

ABA
- Mistrz ABA (1971)